# Quinton Jacobs
Quinton Norman Jacobs (ur. 21 stycznia 1979 w Windhuku) – namibijski piłkarz grający na pozycji pomocnika.

## Kariera klubowa
Karierę piłkarską Jacobs rozpoczął w klubie Black Africa Windhuk. W jego barwach zadebiutował w 1997 roku w namibijskiej Premier League. W 1998 i 1999 roku dwukrotnie z rzędu wywalczył ze swoim zespołem mistrzostwo Namibii. Latem 1999 roku przeszedł do szkockiego Partick Thistle F.C. i przez rok grał w Second Division. W sezonie 2000/2001 był zawodnikiem MSV Duisburg, ale nie rozegrał żadnego spotkania w 2. Bundeslidze.
W 2001 roku Jacobs wrócił do Afryki i przeszedł do południowoafrykańskiego Black Leopards FC. Po 2 latach występów w Premier Soccer League odszedł do Civics FC. Rok później trafił do Ramblers Windhuk, a w 2005 roku zdobył z nim Puchar Namibii. W sezonie 2005/2006 znów grał w RPA, w zespole Ajaksu Kapsztad. Od 2005 do końca 2006 roku był piłkarzem Bryne FK z norweskiej drugiej lidze. W 2008 roku wrócił do Ramblers, a w 2009 roku przeszedł do African Stars.
W 2010 roku Jacobs grał w palestyńskim Jabal Al Mukaber, a w 2011 przeszedł do indyjskiego United Sikkim FC. Następnie grał w Salgaocar Goa, Mohun Bagan AC i Black Africa Windhuk.

## Kariera reprezentacyjna
W reprezentacji Namibii Jacobs zadebiutował w 1998 roku. W 2008 roku był powołany do kadry na Puchar Narodów Afryki 2008 i rozegrał 2 spotkania: z Marokiem (1:5) i z Ghaną (0:1).